# Tribu Suburana
 (décembre 2016).
Si vous disposez d'ouvrages ou d'articles de référence ou si vous connaissez des sites web de qualité traitant du thème abordé ici, merci de compléter l'article en donnant les références utiles à sa vérifiabilité et en les liant à la section « Notes et références ».
La tribu Suburana (ou tribu Succusana) est l'une des quatre tribus urbaines de la Rome antique. 
Son territoire couvrait le quartier de Subure, la partie de la Velia qui s'incline vers le Forum et la partie du Caelius comprise dans l'enceinte. 
C'est l'une des quatre régions (Regiones quattuor) de la ville de Rome (Urbs) ceinte par le mur servien.